# Gonodactylus smithii
Gonodactylus smithii er et krebsdyr i ordenen søknælere. 
Gonodactylus smithii findes fra Ny Caledonien til den vestlige del af det Indiske ocean, 
inklusiv Australiens nordlige kyst og Great Barrier Reef.
Gonodactylus smithii er den eneste kendte organisme, som samtidig kan sanse fire lineære og to cirkulære polarisationskomponenter krævet af Stokes parametre, som giver en fuld beskrivelse af polarisation. Det formodes derfor at Gonodactylus smithii har optimal polarisationssyn.
Artsnavnet smithii er muligvis opkaldt efter Sidney Irving Smith.